# Wolves (2014)
Wolves ist ein französisch-kanadischer Horrorfilm aus dem Jahr 2014. Die Regie führte David Hayter, der auch das Drehbuch schrieb. In der Hauptrolle ist Lucas Till als jugendlicher Werwolf zu sehen.

## Handlung
Der Teenager Caydon wird von Albträumen gequält, außerdem leidet er unter unerklärlichen Wutausbrüchen, bei denen er über enorme Kräfte verfügt. Als er eines Abends mit seiner Freundin Lisa im Auto sitzt und herumknutscht, verwandelt er sich in einen Werwolf und verletzt Lisa, die vor ihm flieht. Später wacht Caydon zu Hause auf, wo er die entstellten und zerfetzten Leichen seiner Eltern findet. Als Lisa mit der Polizei vor dem Haus auftaucht, flieht er und zieht fortan durch das Land, gequält von der Angst, wieder zu töten. Als Caydon auf seiner Reise den Werwolf Wild Joe kennenlernt, der ihm erzählt, dass es viele Werwölfe gibt und die meisten in Lupine Ridge leben, macht er sich auf den Weg dorthin. 
In Lupine Ridge lernt Caydon John Tollerman – ebenfalls ein Werwolf – kennen, von dem er erfährt, dass er Tollermans Großneffe und in Wahrheit der Sohn des Werwolfs Connor sei, der seine Mutter Lucinda, ebenfalls eine Werwölfin, vergewaltigt habe. Lucinda hielt die Schwangerschaft geheim, gab Caydon nach seiner Geburt zur Adoption frei und beging wenige Tage später Selbstmord. Connor lebt mit seinem Rudel aus Menschen, die er durch Bisse in Werwölfe verwandelt hat, in den Wäldern um Lupine Ridge. Mit den im Ort lebenden „reinblütigen“ Werwölfen hat Connor vereinbart, dass er sie in Ruhe lässt, wenn dafür im Gegenzug die Werwölfin Angelina bereit ist, mit ihm einen Sohn zu zeugen. Das will Caydon, der sich in Angelina verliebt hat, verhindern.
Caydon kann in einem Kampf mit Hilfe von John alle Wölfe aus Connors Rudel töten. Als er als letzten auch Connor besiegt hat und kurz davor steht, ihn zu töten, ist auf einmal Wild Joe da. Er erzählt, dass er vor Jahren von Connor aus Lupine Ridge verbannt wurde, und damals beschlossen habe, sich dafür zu rächen. Er wusste, dass Caydon Connors Sohn sei und hat dessen Adoptiveltern getötet, damit Caydon nach Lupine Ridge kommt und gegen Connor kämpft. Connor wird von Joe getötet, im anschließenden Kampf kann Caydon Joe töten.
Am nächsten Tag verlässt Caydon gemeinsam mit Angelina Lupine Ridge.

## Hintergrund
Wolves wurde in Toronto gedreht. Der Film wurde zuerst am 28. August 2014 in Russland und Belarus veröffentlicht. In Kanada wurde er erstmals am 19. Oktober 2014 auf dem Toronto After Dark Film Festival gezeigt, in Deutschland erschien er am 20. Februar 2015 als Blu-ray und DVD.

## Synchronisation
Die Dialogregie bei der Synchronisation führte Eva Schaaf.
| Darsteller       | Deutscher Sprecher | Rolle           |
| ---------------- | ------------------ | --------------- |
| Lucas Till       | Max Felder         | Cayden Richards |
| Stephen McHattie | Erich Ludwig       | John Tollerman  |
| Jason Momoa      | Ole Pfennig        | Connor          |
| Brandon McGibbon | Patrick Schröder   | Carter          |
| Kaitlyn Leeb     | Lea Kalbhenn       | Lisa Stewart    |

## Rezeption
„Der Horrorfilm verbindet Genreklischees mit einer plumpen Liebesgeschichte, um vorrangig eine weibliche Zielgruppe zu unterhalten. Anders als Filme wie ‚Twilight‘ enthält er deutlich höheres Maß an Blut.“

„Kruder Mix aus Psychodrama, Teenagerromanze, Americana-Roadmovie sowie Horror – ohne originelle Geschichte zwar, aber mit Formwille.“